# مانوئيل أفونسو جونيور
مانوئيل أفونسو جونيور (14 نوفمبر 1991 في البرازيل – )؛ هو لاعب كرة قدم كان يلعب كمهاجم.

## وصلات خارجية
- مانوئيل أفونسو جونيور على موقع رابطة كرة القدم اليابانية للمحترفين (اليابانية)
- مانوئيل أفونسو جونيور على موقع قاعدة بيانات كرة القدم.إي يو (الإنجليزية)
- مانوئيل أفونسو جونيور على موقع Soccerway.com (الإنجليزية)
- مانوئيل أفونسو جونيور على موقع عالم كرة القدم.نت (الإنجليزية)
- مانوئيل أفونسو جونيور على موقع AS.com (الإسبانية)